# Gonzalo Fernández de Córdoba
Nem tévesztendő össze Gonzalo Fernández de Córdoba (1585–1645) hadvezérrel.
Gonzalo Fernández de Córdoba, teljes nevén Gonzalo Fernández de Córdoba y Enríquez de Aguilar, vagy röviden Gonzalo de Córdoba (Montilla, 1453. szeptember 1. – Córdoba, 1515. december 2.), olaszul: Gonsalvo vagy Consalvo Ernandes di Cordova), spanyol nemesember, Terranova, Santángelo, Andria, Montalto és Sessa hercege, spanyol királyi szolgálatában álló hadvezér. Harcolt Granada sikeres ostrománál, és az első két itáliai háborúban. 1504–1506 között Nápoly spanyol alkirálya volt. Kiemelkedő tehetségű katonai vezető, újjászervezte a spanyol hadsereget, megújította annak taktikai módszereit. Emiatt Nagy Kapitánynak nevezték (spanyolul: El Gran Capitán). Az őt követő konkvisztádor-nemzedék példaképe lett, keze alól sok későbbi sikeres katonai vezető került ki.

## Élete

### Származása, pályakezdése
Gonzalo Fernández de Córdoba Montillában született, a mai Córdoba tartományban. Apja Pedro Fernández de Córdoba, Aguilar grófja, anyja Elvira de Herrera grófnő volt, aki a kasztíliai királyi ház egyik oldalágából, az ország admirálisának címét viselő Enriquez famíliából származott. 
Gonzalo és bátyja, Alonso korán árvaságra jutottak. Apjuk címeinek és vagyonának zömét a korban szokásos módon az idősebb fivér örökölte, az ifjabb Gonzalo az egyházi vagy katonai pálya között választhatott, bár bátyja, Alonso bőkezűen támogatta öccsét.
Először IV. Henrik kasztíliai király féltestvérének, Alfonz asztúriai hercegnek (1453–1468) szolgálatába szegődött, majd Alfonz herceg elhunyta (1468) után a nővérének, Kasztíliai Izabella hercegnőnek ajánlotta fel kardját.
1474-ben IV. Henrik király elhunyt. Trónöröklési válság alakult ki. A király 13 éves leányát, Johanna infánsnő (Juana la Beltraneja) a főrendek egy része királynőnek ismerte le, miközben nagynénje, Izabella hercegnő támogatóinak segítségével szintén Kasztília királynőjévé kiáltotta ki magát. Polgárháború tört ki Johanna és Izabella hívei között, amelybe (Johanna oldalán), beavatkozott annak nagybátyja, V. Alfonz portugál király is.
A kasztíliai örökösödési háborúban (Guerra de Sucesión Castellana) Gonzalo de Córdoba Izabella királynő oldalán harcolt, parancsnoka Alonso de Cárdenas tábornok volt, a Szent Jakab-rend nagymestere. A portugálok ellen vívott 1479-es albuerai csata után Cárdenas elismerőleg szólt az ifjú Gonzalo vitézségét.
A belháborúval párhuzamosan a Fernández de Córdoba nemzetség családjai, Aguilar grófjai és Cabra grófjai között feudális viszálykodás is zajlott, Alfonso és Gonzalo is belekeveredtek a pártharcokba. Egy ilyen alkalommal, 1476-ban Gonzalo Fernández de Córdobát saját unokafivére, Diego Fernández de Córdoba y Montemayor, Cabra grófja foglyul ejtette és Santaella várába záratta, ahonnan Kasztíliai Izabella és férje, Aragóniai Ferdinánd erőteljes követelésére szabadult ki.

### Házasságai
Az albuerai csata után Gonzalót Córdoba tanácsa egyhangú döntéssel a város elöljárójává választotta. Gonzalo ezután megnősült, feleségül vette Isabel de Montemayort, aki azonban első gyermekük születésekor meghalt, gyermekével együtt.
A megözvegyült Gonzalo de Córdoba 36 éves korában, 1489. február 14-én újra megnősült, Luisa María Manrique de Lara y Espinosa hercegnőt, Katolikus Izabella kasztíliai királynő udvarhölgyét vette feleségül, aki a Los Nájeros hercegi családból származott. Több gyermekük született, de csak egy leány, Elvira Fernández de Córdoba y Manrique élte túl szüleit. 1515 után ő örökölte apjának címeit és összes vagyonát. A nemzetségből választott férjet magának, Don Martín Fernández de Córdobához, az Alcaide de los Donceles méltóság birtokosához ment feleségül.

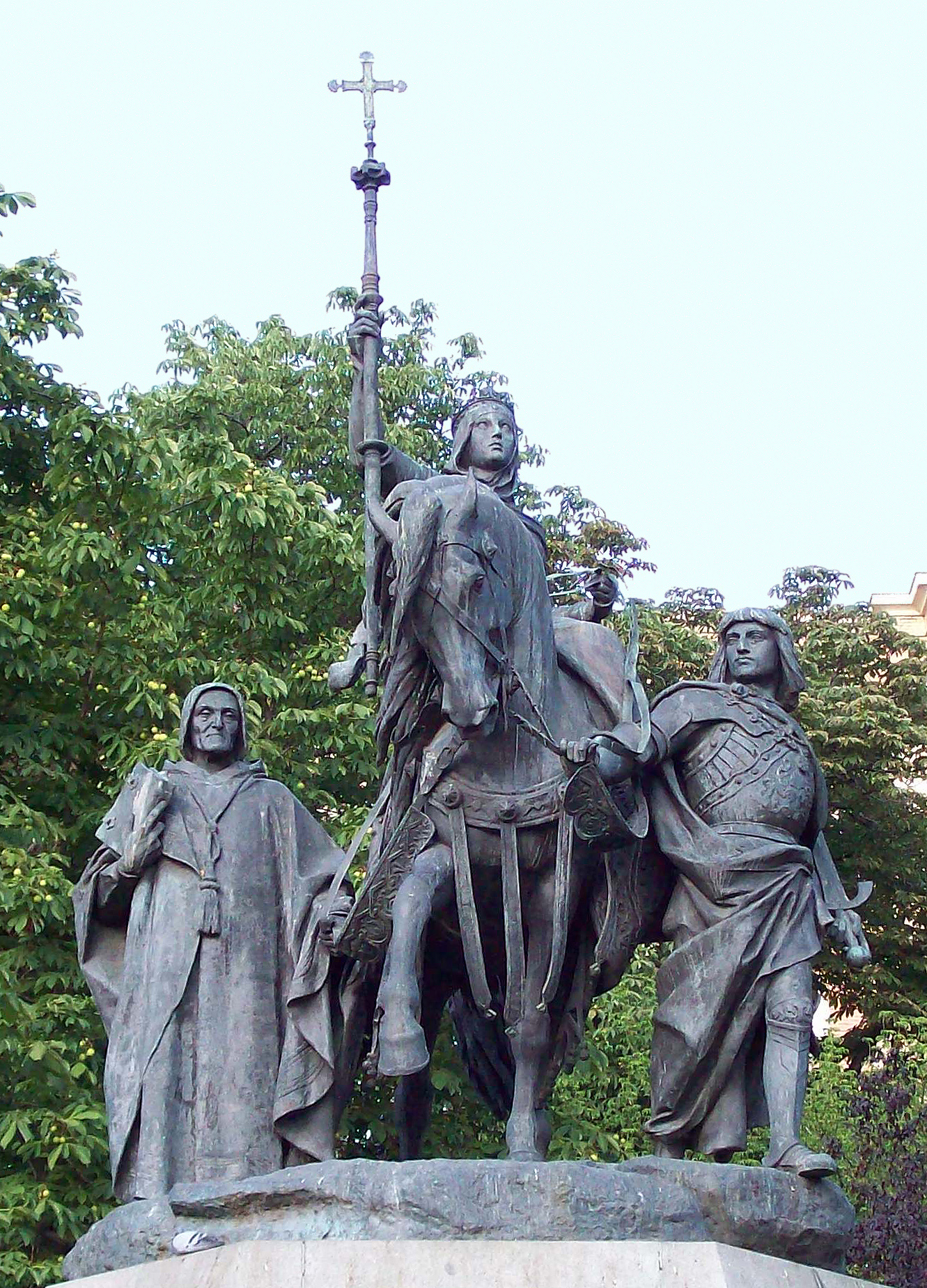
Gonzalo de Córdoba (jobbra) Kasztíliai Izabella madridi emlékművén (1923)

### A reconquista harcosa
Az ifjú Gonzalo katonai kiképzését bátyjának, Aguilar grófjának, Alonso de Cárdenasnak, a Szent Jakab-rend utolsó nagymesterének, továbbá Tendilla grófjának keze alatt fejezte be. Tanítómestereire a későbbi „Nagy Kapitány” mindig tisztelettel emlékezett. A reconquista küzdelmeinek utolsó tíz éve, a granadai emírség megdöntése alapvetően gerillaháború volt, kis különítmények meglepetésszerű rajtaütéseivel, városok és várak körüli csatározásokkal, a hegyi lesállásokkal, járőrharcokkal.
1486-ban, a Granada elleni háború kiújulásakor Aragóniai Ferdinánd csapataival elfoglalta az andalúziai Antequerát és Loja városát Boabdil szultántól. Gonzalo de Córdobát nevezték ki Loja várnagyává (alkaide). A keresztények előretolt helyőrségét, Íllorát sikeresen védelmezte a muzulmán támadásokkal szemben. Amikor Izabella kasztíliai királynő bevonult Granadába, katonai kíséretét az egész út alatt Gonzalo kapitány csapata biztosította, akik a királynő szeme előtt vertek szét egy rájuk támadó mór különítményt. Mivel Gonzalo kapitány beszélte a berber emirátusok nyelvét, saját előnyére közvetített Boabdil és El Zagal szultánok viszályában. A sikeres háború végén, 1491-ben a Granada végső megadásáról, a granadai szerződésről tárgyaló keresztény küldöttség vezetője lett. Szolgálataiért a békekötés (1492) után jelentős földbirtokokat kapott a granadai Loja és Órgiva területén, a Szent Jakab-lovagrendtől is kapott hűbéri birtokot (encomienda).

### Az első itáliai háború hadvezére

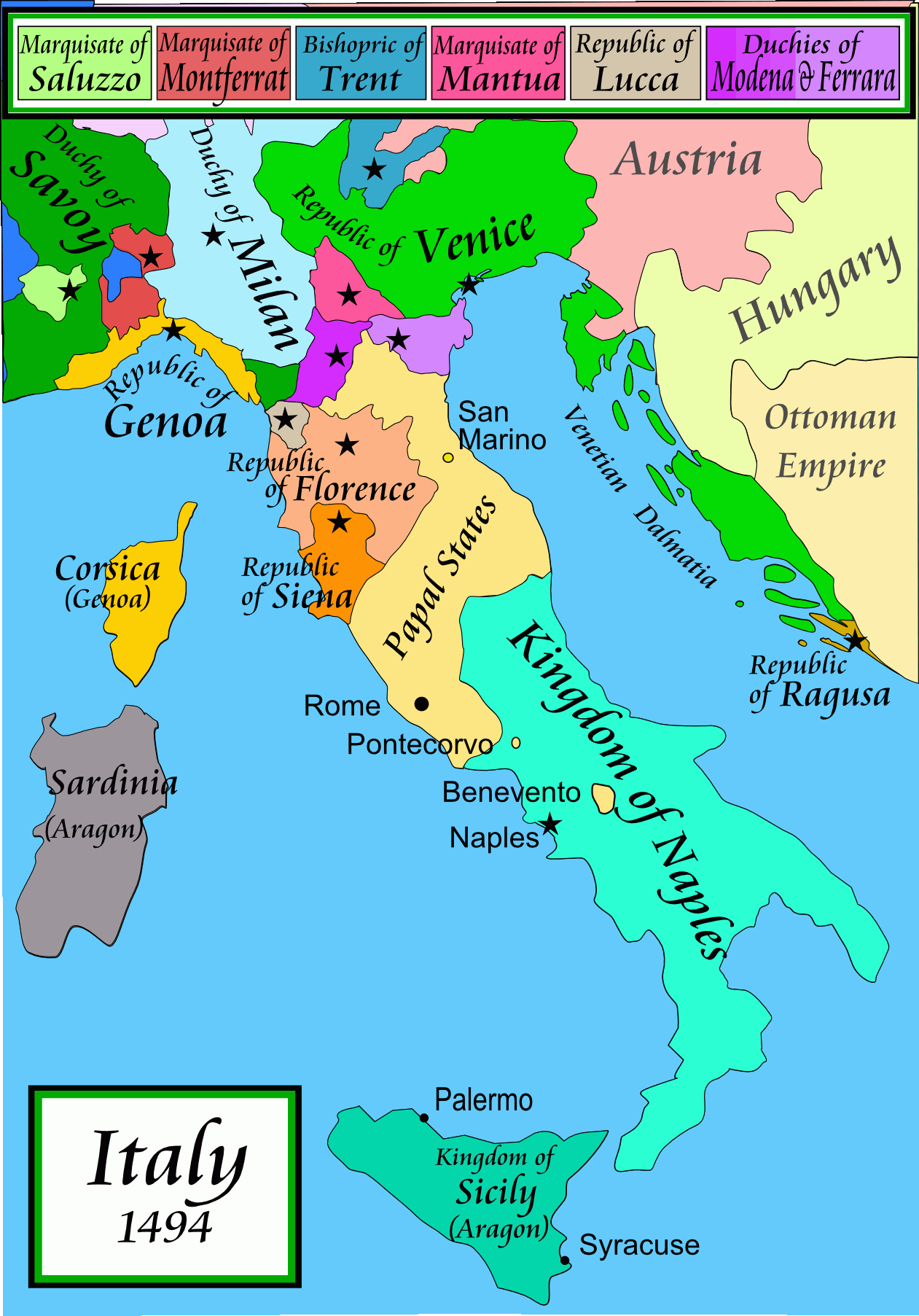
Itália 1494-ben (IV. Frigyes nápolyi király trónra lépése előtt)

1494-ben VIII. Károly francia király 25 000 katonával bevonult Itáliába, hogy érvényt szerezzen az Anjou-ház Nápolyi Királyság trónja iránti igényének. Kitört az első itáliai háború. 1495-ben Arangónai és Kasztília uralkodói, a „katolikus királyok” a Trástamara-házból való II. Ferdinánd nápolyi király (Ferrandino) támogatásáról döntöttek, VIII. Károly ellenében. Izabella királynő Gonzalo de Córdobát küldte Nápolyba 5000 spanyol katona élén, önálló hadparancsnoki (capitán generál) rangban. A spanyol sereg Reggio Calabriánál szállt partra.
II. Ferdinánd nápolyi királlyal közösen vívott első csatája kudarccal végződött. 1495. június 28-án Calabria délnyugati részén, a seminarai csatában nyílt ütközetben a spanyol és nápolyi könnyű gyalogság és lovasság vereséget szenvedett Béroult Stuart d’Aubigny nehéz fegyverzetű seregétől. A csata azért veszett el, mert Ferdinánd király, figyelmen kívül hagyva Gonzalo de Córdoba tanácsát, ragaszkodott a nyílt mezőn vívott csatához, ahol a könnyű fegyverzetű csapatok laza formációit a nehéz lovasság és pikás gyalogság rohamai elsöpörték.
1496-ban Gonzalo de Córdoba a Latiumban elfoglalta és Ferdinánd király hűségére kényszerítette a Nápolyi Királysággal határos, az Trástamara-házhoz hű maradt Alvito hercegséget. Ezúttal kerülte a nyílt ütközeteket, mozgó egységei rajtaütésekkel gyengítették a franciákat, akiknek vissza kellett vonulniuk Calabriába. A calabriai hegyvidék körülményei hasonlóak voltak a Gonzalo által jól ismert granadai háború viszonyaihoz. Az ellenség felszerelése azonban lényegesen különbözött a mórokétól: d’Aubigny nehéz gyalogsága főleg pikás svájci zsoldosokból állt, a nehézlovasságot francia hivatásos páncélosok, a gendarme-ok alkották. Velük szemben Gonzalo de Córdoba granadai veteránjai könnyű lovasok, és karddal, kerek pajzzsal, vagy számszeríjjal, arkebúzzal felszerelt gyalogosok, a felőrlő harcmodort alkalmazták sikeresen, kihasználva, hogy a dél-spanyolok az északi ellenfeleiknél kevésbé szenvednek a dél-itáliai hőségtől.
Gonzalo de Córdoba levonta a tanulságot a seminarai csata tapasztalataiból: Nyílt ütközetben csapatait zárt formációkban állította fel, a spanyol gyalogságból pikás derékhadat és lőfegyveres szárnyakat képezett. Ez volt a spanyol coronelía formáció, későbbi tercio egyik őse. Gonzalo kemény gerillaháborút folytatott a franciák ellen, és rövid idő alatt ki is űzte a franciákat Dél-Itáliából. 1497. március 10-én Izabella királynő Santángelo hercegévé kreálta.
Ekkoriban kezdték „Nagy Kapitány” (El Gran Capitán) becenéven emlegetni. (L. Guicciardini 16. századi történetíró szerint a nevet az olaszoktól kapta, közismert rátartisága miatt, sok nemzetből való katonái azonban jogos elismerésként vették át és használták. Más elmélet szerint Córdoba 1496-ban kapott hivatalos spanyol katonai rangja (capitán general) francia megfelelőjén (grand-capitaine) keresztül, annak formájával jutott vissza a spanyol nyelvbe.
Észak-Itáliában a franciák újabb vereséget szenvedtek a Velencei Liga csapataitól, ennek nyomán 1498-ban egész Itáliából kivonultak.

### A második itáliai háború hadvezére
XII. Lajos francia király és II. Ferdinánd aragóniai király 1500-ban titkos szerződést kötöttek a Nápolyi Királyság területének felosztásáról. Gonsalvo de Córdoba kapitányt megbízták a koalíciós hadműveletben részt vevő spanyol csapatok irányításával. 1500-ban spanyol expedíciós hadsereget indítottak Nápoly ellen. A hadműveletet egy rövid törökellenes akcióval álcázták. A velencei–török háborúban Velence katonai segítséget kért a török által megszállt Kefaloniá visszafoglalásához. Gonzalo de Córdoba és Pedro Navarro condottiere csapatait a velencei hadiflotta szállította partra, itt 1500. december 25-én ostrommal bevették San Giorgio erődjét, Kefalónia kulcsát. A török helyőrség 300 katonáját lemészárolták, köztük az albán parancsnokot, bizonyos Gisdar kapitányt is.
1501 elején a velenceiek Gonzalo de Córdoba seregét visszahajózták Nápolyba, hogy a granadai szerződés értelmében a franciákkal egyeztetett hadművelettel megdöntse IV. Frigyes uralmát. 1501-ben a franciák elfoglalták Capuát, Gaetát, Aversát és a Nápolytól északra fekvő vidéket. Gonzalo de Córdoba spanyol katonái Szicília felől érkeztek, július 5-én Tropeánál partra szálltak, elfoglalták Calabriát és Pugliát. Tarantóban Aragóniai Ferdinánd calabriai herceg, IV. Frigyes kisebbik fia 1502-ig ellenállt az ostromlóknak, de megadásra kényszerítették, és Spanyolországba hurcolták.
Miután Frigyest lemondatták, a Nápolyt megszálló franciák és spanyolok közt vita alakul ki a zsákmány megosztása körül, amely nyílt ellenségeskedésbe torkollott.

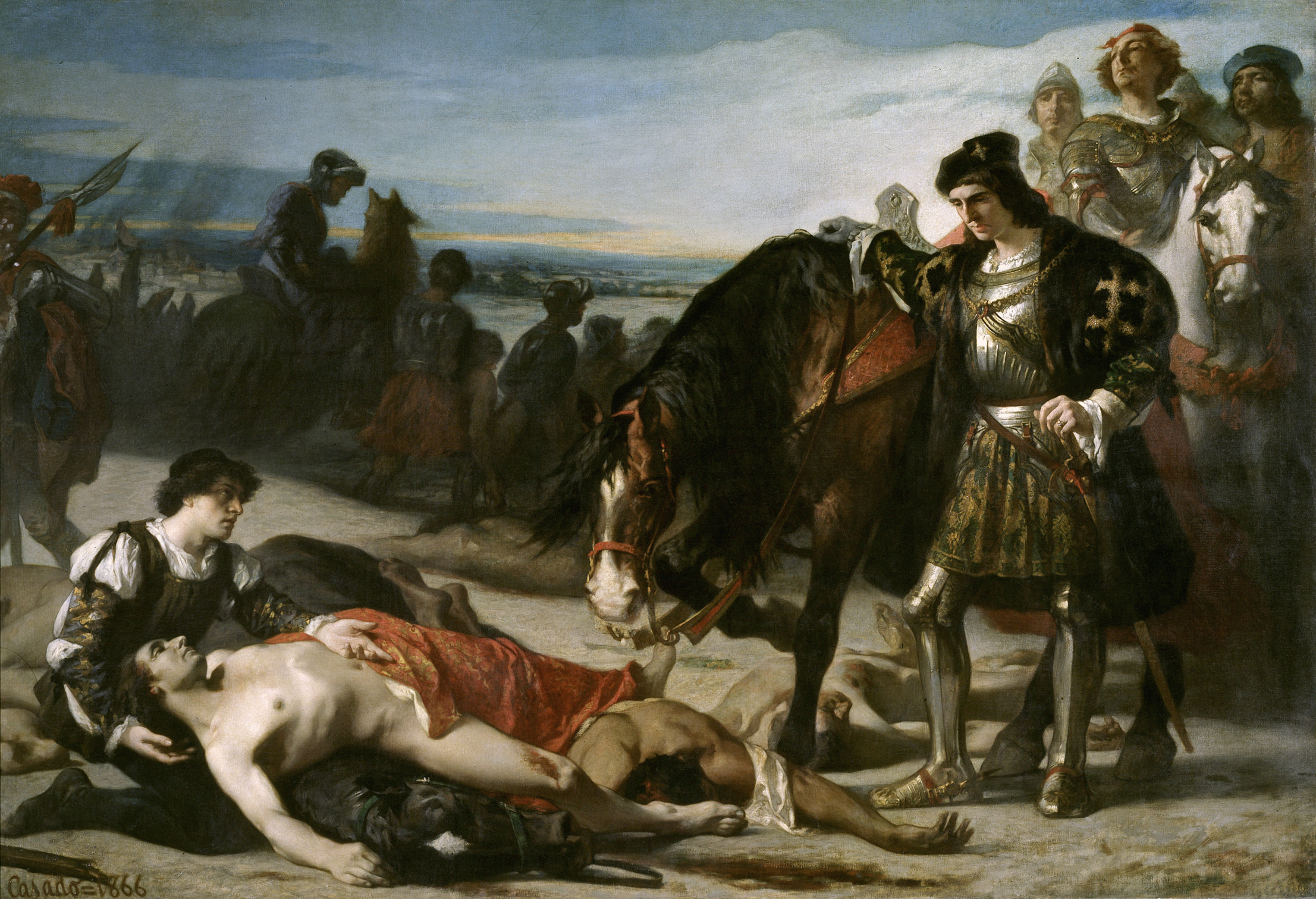
Córdoba a cerignolai csatatéren, az elesett Louis d’Armagnac holtteste fölött.

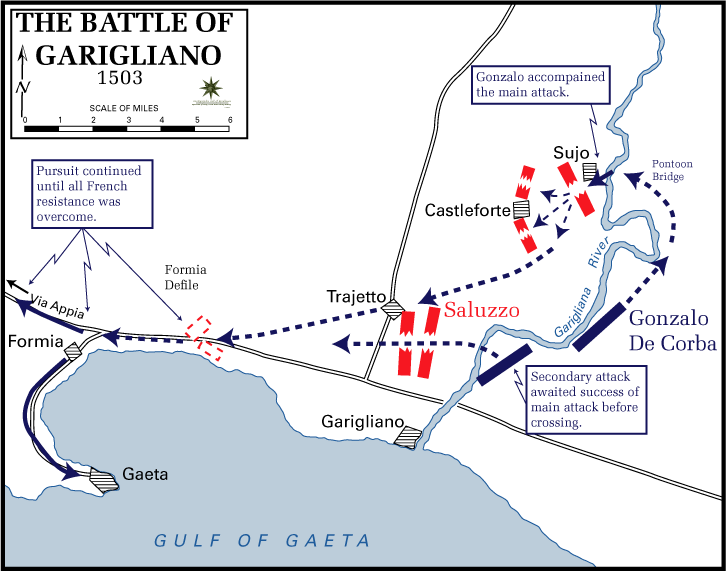
A gariglianói csata eseményei.

A háború első fázisában, 1502 végén, 1503 tavaszán Gonzalo de Córdoba gyenge spanyol seregét (és a vele szövetséges Ettore Fieramosca olasz condottiere embereit) a franciák ostrom alatt tartották az pugliai Barletta városában, az Adria partján, az Ofanto folyó mellett. A Nagy Kapitány nem bocsátkozott harcba a túlerővel, hanem gerillákat küldött szét, hogy a város körül zavarják a francia utánpótlást, üssenek rajta kisebb ellenséges csoportokon. A városban unatkozó katonák szórakoztatására Fieramosca lovagi tornát rendezett (disfida di Barletta), ahol a condottiere és lovagjai francia hadifoglyokkal mérkőztek meg.
1503 elején Córdoba erősítést kapott (Prospero Colonna velencei és Pedro Navarro spanyol csapatait). 1503. április 28-án a cerignolai csatában háromszoros túlerőben lévő francia nehézfegyverzetű gendarme lovassággal, és svájci pikás gyalogsággal került szembe. Córdoba az által kifejlesztett coronelía formációba rendezte embereit, védelmi állásokat ásatott, drótakadályokat emelt. A szemből támadó francia rohamok megtörtek a műszaki akadályokon, a szárnyakon felállított spanyol puskások tüzébe jutottak. Súlyos veszteségek árán vonultak vissza. Parancsnokuk, Louis d’Armagnac, Nemours hercege, Nápoly francia alkirálya is elesett a harcban.
December 29-én a Gaetai-öbölben a Garigliano folyón átkelve Córdoba egy megkerülő hadmozdulattal a II. Ludovico saluzzói őrgróf, Nápoly új alkirálya által vezetett francia haderő hátába került, és a véres gariglianói csatában szétverte őket. A vert sereg Gaeta várába húzódott vissza, de Córdoba és Colonna néhány napos ostrom után megadásra kényszerítette őket. 1504 elején a lyoni fegyverszüneti szerződésben XII. Lajos elismerte Nápoly elvesztését. Gonzalo de Córdobát kinevezték a Nápolyi Királyság spanyol alkirályává. Győzelmeivel három évszázadra megszerezte Spanyolországnak az egyeduralmat a Nápolyi Királyság fölött.

### Utolsó évei
A „Nagy Kapitány” népszerűsége féltékennyé tette Katolikus Ferdinánd királyt, aki megvádolta, hogy a tartományi kincstár pénzéből jogellenesen jutalmakat osztogatott saját tisztjeinek és katonáinak. 1504 novemberében elhunyt Katolikus Izabella királynő, Córdoba nagy hatalmú támogatója. A király 1507 májusában leváltotta a nápolyi alkirályságról, és hazarendelte. Spanyolországban a király nyilvánosan méltatta érdemeit, 1507-ben az ő számára kreálta Andria, Montalto és Sessa hercegségét, de többé nem vette igénybe szolgálatait. Gonzalo Fernández de Córdoba herceg, a „Nagy Kapitány” visszavonult granadai birtokaira. 1515. december 2-án Granada melletti villájában hunyt el 62 éves korában, valószínűleg malária következtében. Vagyonát és hercegi címeit egyetlen leánya,  Elvira Fernández de Córdoba y Manrique örökölte.

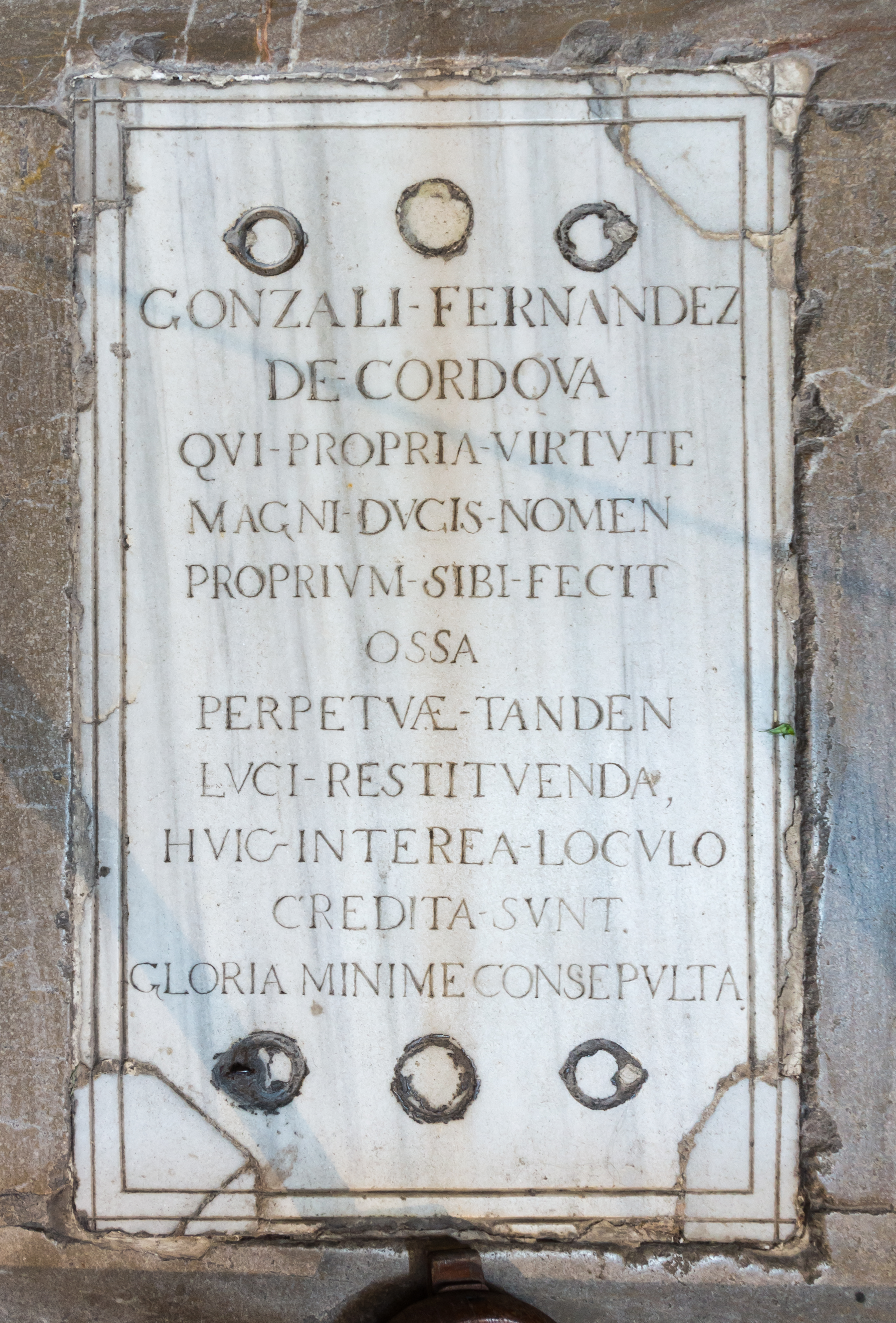
A Nagy Kapitány sírja

## Sírhelye
Gonzalo de Córdobát a granadai Szent Jeromos-kolostorban (Monasterio de San Jerónimo de Granada) temették el. A kolostort eredetileg a Katolikus Királyok alapították a reconquista utolsó évében, a „Nagy Kapitány” özvegye és leánya jelentősen kibővítette reneszánsz stílusban. A főoltár körüli hatalmas ikonosztázt Córdoba hadi tetteinek képei alkotják. Később magát az özvegy Luisa María Manrique de Lara y Espinosa hercegnőt is ide temették, férje mellé. 1809-10-ben a félszigeti háború során Napóleon elfoglalta Spanyolországot, a Granadába bevonuló korzikai Horace Sébastiani tábornok katonái meggyalázták nagy ellenségük sírját. A kolostort lerombolták, köveit a Genil folyó egyik hídjának építéséhez használták fel. A 19. század végén a kolostort és a síremléket régi formájában újjáépítették.

## Öröksége

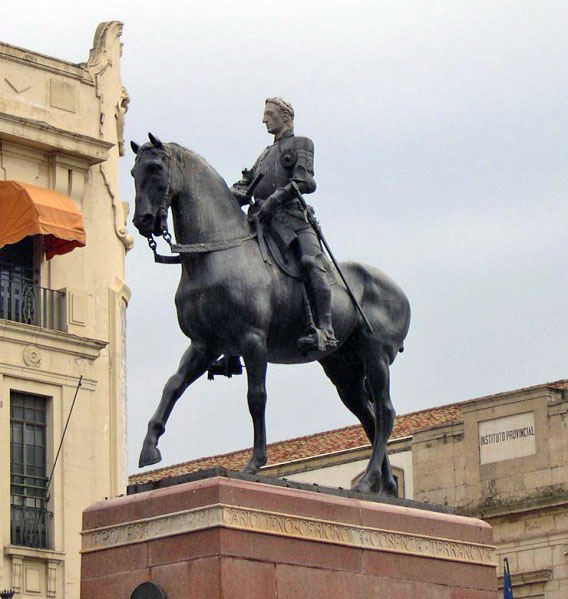
Szobra Córdobában

Gonzalo de Córdoba kapitány a modern értelemben vett hadművészet egyik előfutára. Vezénylő tábornokként az ellenséges hadsereg teljes megsemmisítésére törekedett. Eredményei (a kor hadseregeinek létszámarányát tekintve) Napóleon haditetteivel mérhetők össze. Córdoba tudatosan üldözte a megvert ellenséget, hogy minimumra csökkentse annak jövőbeli harcértékét. Harcrendi újításait tovább fejlesztve alakultak azok a gyalogsági formációk, amelyek spanyol szárazföldi hadsereget szinte legyőzhetetlenné tették az egész 16. században. V. Károly császár és fia, II. Fülöp spanyol király legkiválóbb hadvezérei az ő keze alatt tanulták a hadvezetést. Egyik tisztje, Amador de Lares kapitány elkísérte Hernán Cortést Mexikóba, részt vett az Azték Birodalom megdöntésében és elpusztításában.
Cerignolánál Córdoba vezette az európai történelem első olyan csatáját, amelynek sorsát a kézi tűzfegyverek döntötték el. A harc végén megrendülten szemlélte a francia holttestekkel borított csatateret. Parancsba adta, hogy az elesett katonák tiszteletére három hosszú kürtjelet kell fújni, és lelki üdvükért imádkozni kell (toque de oración). Ez a szokás Spanyolországban máig fennmaradt, több nyugati keresztény hadsereg is átvette.